# Nonant-le-Pin
Nonant-le-Pin är en kommun i departementet Orne i regionen Normandie i nordvästra Frankrike. Kommunen ligger i kantonen Le Merlerault som tillhör arrondissementet Argentan. År 2022 hade Nonant-le-Pin 411 invånare.

## Befolkningsutveckling
Antalet invånare i kommunen Nonant-le-Pin
| Referens: INSEE |